# Charophyceae
Charales
Classe
Ordre
Familles de rang inférieur
- Characeae
- Aclistocharaceae

Les Charophyceae sont une classe d’algues vertes de la division des Charophyta, avec un seul ordre actuel : les Charales. C’est un groupe proche des plantes terrestres, les Embryophyta, mais quant au groupe frère de ces derniers les avis sont divergeants (Charophyceae, Zygnematophyceae ou encore d'autres).
Ce groupe est encore mal connu en France malgré son importance dans la détermination de communautés végétales d’habitat d’intérêt communautaire et dans le domaine de la bio-indication. L'étude des characées est la charologie.

## Description des formes actuelles
Les Charophyceae actuels, c'est-à-dire les Characées, sont des végétaux fixés sur le fond par des rhizoïdes incolores d'où s'élèvent le thalle, cladome qui s'accroît par une cellule initiale apicale et qui produit un axe primaire portant de place en place et très régulièrement des verticilles de rameaux (de 4 à 20 rameaux selon l'espèce). Les entre-nœuds, qui séparent chaque verticille, sont formés d'une seule cellule géante qui peut atteindre une longueur de 25 cm chez les plus grandes espèces.

## Formes fossiles
Elles sont peu connues, car les fossiles à corps sont très rares. La majorité du registre fossile des Charophycées est constitué par les gyrogonites, c’est-à-dire les oogones calcifiés. Ces derniers permettent toutefois de connaître les grandes lignes de l’évolution des Charophycées dans les temps géologiques. Le plus ancien représentant de cette classe est Moellerina laufeldi Conkin & Conkin du Silurien supérieur, de l’ordre des Moellerinales Lu, Soulié-Märsche & Wang (Silurien à Permien). L’ordre des Sycidiales Mädler est connu du Silurien au Carbonifère et celui des Charales Lindley du Dévonien à aujourd’hui.

## Débat sur leur place dans la classification

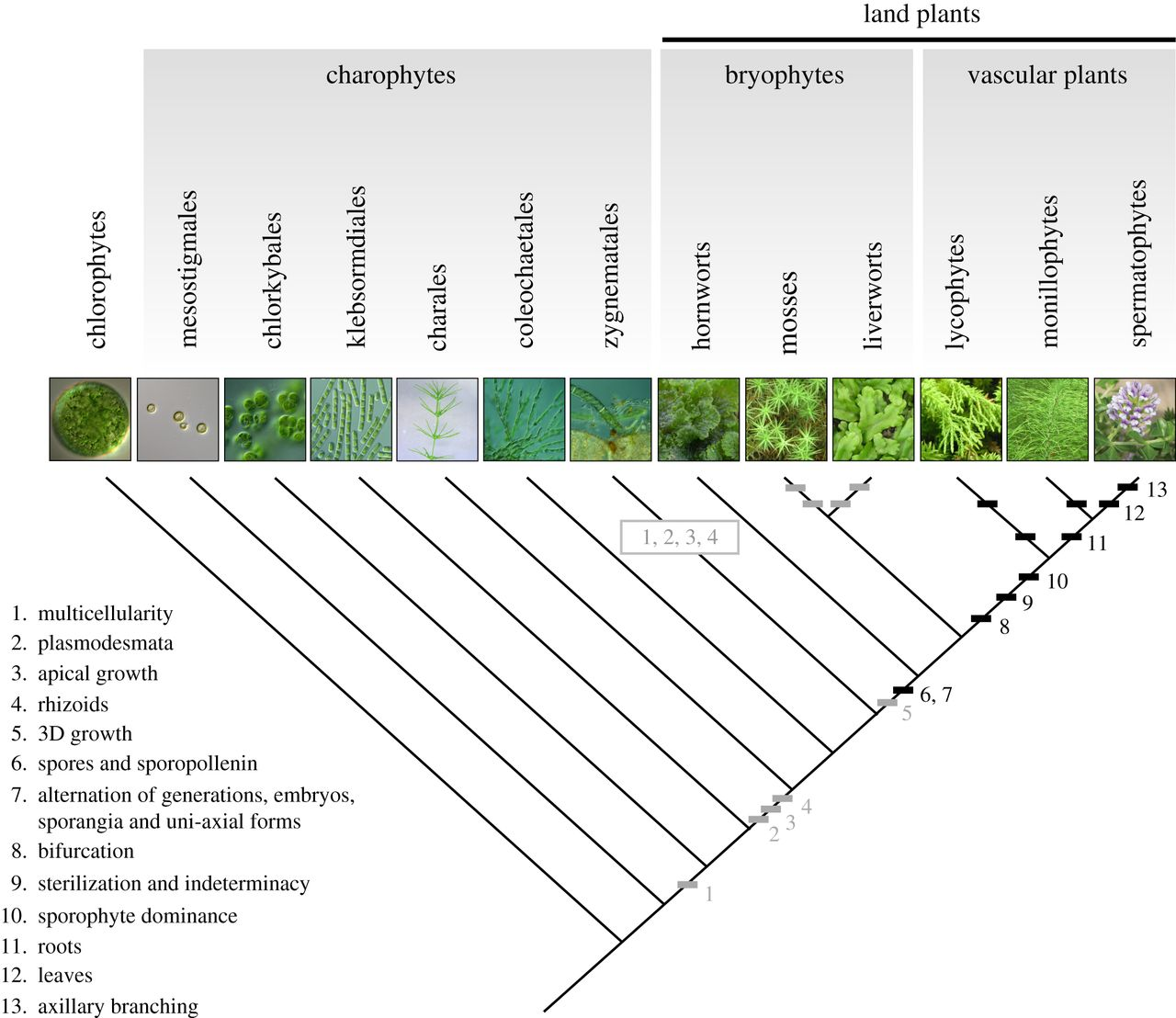
Évolution des principales structures, fonctions et des plans d'organisation chez les plantes. Les Charales et leur groupe frère les possèdent des caractères communs (plasmodesmes, mitoses qui favorisent le développement de thalles plus importants puis de parenchymes qui assurent une meilleure thermorégulation et l'homéohydrie, flavonoïdes qui protègent les plantes contre la photo-oxydation, précurseur chimique de la cutine qui prévient de la dessiccation, lignine assurant le port dressé et armant les vaisseaux conducteurs) qui ont contribué à la conquête du milieu terrestre.

Multiples sorties des eaux au sein de plusieurs groupes d'organismes vivants.

Les Charophycées ont été longtemps considérées comme la seule classe de la division des Charophyta. Dans l'acception traditionnelle (large) du règne végétal, il s’agit des plantes, que ce soit au sein des Charophycées et Chlorophytes ou bien dans l'une des divisions suivantes : Chlorophyta, Streptophytina ou Streptophyta,,.
Indépendamment de la classification exacte des Charophycées, elles semblent bien être les organismes les plus proches des Embryophytes (plantes terrestres),, sous réserve de l'élucidation de la place des Zygnématophytes, variable selon les analyses de phylogénie moléculaire.
Plusieurs preuves concourent à penser cela :
Preuves morphologiques et biochimiques
Certains caractères sont communs entre les Charophyceae et les Végétaux, par exemple des enzymes présentes dans les peroxysomes, la structure des spermatozoïdes (flagellés), la formation d’un phragmoplaste au cours de la division cellulaire (portion équatoriale du fuseau mitotique établie lors de la division cellulaire végétale où apparaissent des vésicules d’origine golgienne) ou encore des complexes de cellulose synthase en rosette.
Preuves génétiques :
on trouve des ressemblances entre les gènes nucléaires et chloroplastiques des deux groupes, ce qui pourrait indiquer que les Charophyceae sont actuellement les organismes les plus étroitement liés aux Végétaux terrestres.
Adaptations à la vie terrestre
L'hypothèse des biologistes évolutionnistes est que les spores avec leur paroi imprégnée de sporopollénine, polymère résistant à la dessiccation et caractéristique des plantes terrestres, ont évolué avant l'apparition des sporophytes multicellulaires, et ont contribué à la sortie des eaux des plantes. La sporopollénine permet ainsi aux Charophyceae de résister à des conditions de déshydratation auxquelles elles sont parfois exposées, au bord des lacs ou des étangs. Ce caractère a probablement permis aux Algues dont descendent les Végétaux de survivre sur la terre ferme, leur permettant ainsi de coloniser les milieux terrestres.

## Liste des ordres et familles
Selon AlgaeBase (3 avril 2018) :
- ordre des Charales Dumortier
  - famille des Aclistocharaceae (hr) X.G.Zhou
  - famille des Atopocharaceae
  - famille des Characeae S.F.Gray
  - famille des Clavatoraceae (hr)
  - famille des Feistiellaceae (hr) Schudack
  - famille des Porocharaceae (hr)

Selon ITIS (3 avril 2018) et NCBI (3 avril 2018) :
- ordre des Charales
  - famille des Characeae

Selon Paleobiology Database (1 mai 2013) :
- Charales
  - Charinae
  - Charineae

Selon World Register of Marine Species (1 mai 2013) :
- ordre des Charales
  - famille Aclistocharaceae
  - famille Characeae
  - famille Clavatoraceae
  - famille Porocharaceae
- ordre des Coleochaetales (en)

Selon le Treatise on Invertebrate Paleontology (2005):
- ordre des Moellerinales Lu, Soulié-Märsche & Wang (une famille)
- ordre des Sycidiales Mädler (quatre familles)
- ordre des Charales Lindley (deux sous-ordres, six familles).

#### Pour la classe desCharophyceae
- (en) AlgaeBase : classe Charophyceae (+classification) (consulté le 3 avril 2018)
- (fr + en) ITIS : Charophyceae (consulté le 3 avril 2018)
- (en) NCBI : Charophyceae (taxons inclus) (consulté le 3 avril 2018)
- (en) Paleobiology Database : Charophyceae  Smith 1938 (éteint) (consulté le 1er mai 2013)
- (en) WoRMS : Charophyceae Rabenhorst, 1863 (+ liste espèces) (consulté le 1er mai 2013)

#### Pour l’ordre desCharales
- (en) AlgaeBase : ordre Charales (+classification) (consulté le 3 avril 2018)
- (fr + en) ITIS : Charales (consulté le 3 avril 2018)
- (en) NCBI : Charales (taxons inclus) (consulté le 3 avril 2018)
- (en) Tree of Life Web Project : Charales (consulté le 1er mai 2013)
- (en) Paleobiology Database : Charales Lindley 1836 (éteint) (consulté le 1er mai 2013)
- (en) WoRMS : Charales Dumortier, 1829 (+ liste espèces) (consulté le 1er mai 2013)